# Бад Елстер
Бад Елстер (њем. Bad Elster) град је у њемачкој савезној држави Саксонија. Једно је од 45 општинских средишта округа Фогтланд. Према процјени из 2010. у граду је живјело 3.874 становника. Посједује регионалну шифру (AGS) 14523040.

## Географски и демографски подаци
Бад Елстер се налази у савезној држави Саксонија у округу Фогтланд. Град се налази на надморској висини од 546 метара. Површина општине износи 19,7 km². У самом граду је, према процјени из 2010. године, живјело 3.874 становника. Просјечна густина становништва износи 196 становника/km².